# Chris Stainton
Christopher Robert « Chris » Stainton, né le 22 mars 1944 à Sheffield, est un claviériste et auteur-compositeur britannique. Après avoir commencé sa carrière avec Joe Cocker à la fin des années 1960, Chris Stainton a joué avec de nombreux groupes et artistes dont Eric Clapton, The Who, Andy Fairweather Low et Bryan Ferry.

## Carrière
La carrière musicale de Chris Stainton commence en 1959, alors qu'il est bassiste d'un groupe de Sheffield : Johnny Tempest and the Mariners qui deviendront ensuite The Cadillacs. En 1966, Stainton rejoint Joe Cocker en tant que pianiste et organiste dans The Grease Band. Stainton coécrit Marjorine, le premier succès de Cocker dans les UK Singles Charten 1968. Sa période de musicien pour Joe Cocker atteint son apogée avec la tournée de Mad Dogs and Englishmen en 1970. Sa collaboration avec Joe Cocker dure jusqu'en 1972. 
Durant les années 1970, Stainton joue également avec Spooky Tooth (1970), The Chris Stainton Band (1972-6), Tundra (1976), le groupe de Bryn Haworth (1976–77), Boxer (1977), le groupe de Maddy Prior (1978), Rocks (1978) et Elkie Brooks (1978).
En 1979, il accompagne Eric Clapton pour la première fois, démarrant une collaboration intermittente qui dure encore aujourd'hui. Il rejoint notamment Clapton sur la tournée The Pros and Cons of Hitch Hiking de Roger Waters en 1984. Il repart également en tournée avec Joe Cocker en 1989 jusqu'à 1992.

## Discographie

### Spooky Tooth
- The Last Puff (1970, Island)
- The Best of Spooky Tooth (1970, Island) (compilation)

### Leon Russell
- Leon Russell (1970, Shelter)
- Leon Russell and The Shelter People (1971, Shelter)

### Don Nix
- Living By the Days (1971, Elektra)

### Joe Cocker
- With a Little Help from My Friends (1969, A&M)
- Joe Cocker! (1969, A&M)
- Mad Dogs and Englishmen (1970, A&M)
- Joe Cocker (1972, A&M)
- One Night of Sin (1989)
- Night Calls (1991, Capitol)
- Have a Little Faith (1994, Capitol)
- Long Voyage Home (1995)
- Across from Midnight (1997, Capitol)
- Organic (1996)

### The Who
- Quadrophenia (1973, Track) (2-LP)
- Tommy (Polydor, 1975) (2-LP)

### Bryn Haworth
- Sunny Side of the Street (1974, Island)
- Keep the Ball Rolling (1979, A&M)

### Jim Capaldi
- Whale Meat Again (1974, Island)

### The Grease Band
- Amazing Grease (1975, Goodear)

### Ian Hunter
- All-American Alien Boy (1976, CBS)
- Once Bitten Twice Shy (2000)

### Maddy Prior
- Changing Winds (1978, Chrysalis)
- Memento: the Best of Maddy Prior (1995)

### Stephen Bishop
- Red Cab to Manhattan (1980, Warner)

### Eric Clapton
- Just One Night (1980)
- Another Ticket
- Money and Cigarettes
- Behind the Sun
- From the Cradle
- Pilgrim
- Back Home
- Live in Hyde Park (1997)
- Sessions for Robert J (2004)
- Old Sock (2013)
- I Still Do (2016)

### Marianne Faithfull
- Dangerous Acquaintances (1981, Island)
- A Perfect Stranger: The Island Anthology (1998)

### Alvin LeeBand
- RX5 (1981, Avatar)

### Gary Brooker
- Lead Me to the Water (1982, Mercury)

### Pete Townshend
- All the Best Cowboys Have Chinese Eyes (1982, Atlantic)

### Ringo Starr
- Old Wave (1983)
- Starr Struck: Best of Ringo Starr, Vol. 2 (1989)

### Simon Townshend
- Sweet Sound (1983 and 1984, Polydor)

### Bryan Ferry
- Taxi (1993)

### B. B. King
- Deuces Wild (1997, MCA)
- Here and There: the Uncollected B. B. King (2001)

### Eros Ramazzotti
- Eros Live (1998)

### The Alarm
- Best of the Alarm & Mike Peters (1998)
- Eye of the Hurricane (expanded) (2002)

### Jimmy Smith
- Dot Com Blues (2001)

### David Gilmour
- On an Island (2006)

### Andy Fairweather Low
- The Very Best of Andy Fairweather Low (2008)